# Ricard de Gloucester
Ricard de Gloucester (nom de naixement Richard Alexander Walter George Windsor; Hertfordshire, 26 d'agost de 1944) és un membre de la família reial britànica, el net petit del rei Jordi V i la reina Maria. Ha estat duc de Gloucester des de la mort del seu pare el 1974. Actualment, el duc és el número 29 en la línia de successió al tron britànic. El duc de Gloucester pren compromisos reals en nom de la seva cosina, la reina Isabel II.

## Infància i joventut
El príncep Ricard va néixer el 26 d'agost de 1944 a Hadley Common a Hertfordshire. El seu pare era el príncep Enric, duc de Gloucester, el tercer fill del rei Jorge V i la reina Maria. La seva mare era la princesa Alícia, duquessa de Gloucester (nascuda Lady Alice Christabel Montagu-Douglas-Scott), filla de John Montagu-Douglas-Scott, VII duc de Buccleuch i de Lady Margaret Bridgeman.
Sent net del monarca britànic, concedit el títol de Sa Altesa Reial el príncep Ricard de Gloucester des del seu naixement. Al moment de néixer era el cinquè en la línia de successió al tron britànic i segon en línia per al ducat de Gloucester, després del seu germà el príncep Guillem (1941-1972).
L'educació primerenca del príncep Ricard va ser casolana; després, va entrar a l'escola Wellesley House, Broadstairs i a l'Eton. El 1963 es va matricular al Magdalene College de Cambridge per estudiar arquitectura i grau de batxiller en Arts al juny de 1966, procedint màster en Arts el 1971.

## Matrimoni
El 8 de juliol de 1972, S.A.R. es va casar amb la danesa Brígida van Deurs, filla d'Asger Preben Wissing Henriksen i Vivian van Deurs a l'església parroquial de St. Andrew a Barnwell al Northamptonshire.
Van tenir tres fills:
- Alexander Windsor, comte d'Ulster (n. 24 d'octubre de 1974); m. de 2002 amb Dra. Clara Booth
- Davina Lewis (nascuda el 19 de novembre de 1977), casada amb Gary Lewis
- Rose Gilman (nascuda 1 març 1980), casada amb George Gilman.